# Victoria Duvalová
Victoria Duvalová, nepřechýleně Duval, (* 30. listopadu 1995 Miami) je americká tenistka haitského původu. Ve své dosavadní kariéře nevyhrála na okruhu WTA Tour žádný turnaj. V rámci okruhu ITF získala do července 2020 jeden singlový i dva deblové tituly.
Na žebříčku WTA byla ve dvouhře nejvýše klasifikována v srpnu 2014 na 87. místě a ve čtyřhře pak v červnu téhož roku na 404. místě. V tenisové akademii ji trénoval Nick Bollettieri a dříve tuto roli plnila Kathy Rinaldiová.
Po boku Jacka Socka reprezentovala Spojené státy na Hopman Cupu 2016. V turnaji nahradila původně nominovanou světovou jedničku Serenu Williamsovou, kterou postihl zánět kolene.

## Tenisová kariéra
Po vítězství na americkém juniorském mistrovství do 18 let od pořadatelů automaticky obdržela divokou kartu do hlavní soutěže US Open 2012. Jako nejmladší tenistka turnaje podlehla v úvodním kole trojnásobné vítězce newyorského grandslamu a 23. nasazené Kim Clijstersové.
Po zvládnuté kvalifikaci porazila v prvním kole dvouhry US Open 2013 jedenáctou hráčku světa a šampionku z roku 2011 Samanthu Stosurovou ve třech setech. Ve druhém kole ji však zastavila Daniela Hantuchová.

## Soukromý život
Narodila se roku 1995 ve floridském Miami do rodiny haitských lékařů Jeana-Maurice a Nadine Duvalových. Do osmi let věku prožila většinu života na Haiti. Na ostrově trénuje v tenisové akademii JOTAC (Joe Etienne) Tennis Academy, která leží v hlavním městě Port-au-Prince.
Tenistka má vysoce položený a pronikavý hlas. V průběhu Wimbledonu 2014 došlo ke zveřejnění informace, že u ní byl diagnostikován Hodgkinův lymfom. Přesto se rozhodla do turnaje zasáhnout. Po zvládnuté kvalifikaci porazila v úvodním kole singlové soutěže dvacátou devátou nasazenou Rumunku Soranu Cîrsteaovou ve třech sadách. Následně ji vyřadila švýcarská teenagerka Belinda Bencicová. Z Londýna pak odletěla na léčbu do Spojených států. V září 2014 ukončila chemoterapii a podle jejího sdělení došlo k remisi.

## Finále na okruhu ITF
| Dotace turnajů okruhu ITF | Dotace turnajů okruhu ITF |
| ------------------------- | ------------------------- |
| 100 000 $ tournaments     | 80 000 $ tournaments      |
| 75 000 $ tournaments      | 60 000 $ tournaments      |
| 50 000 $ tournaments      | 25 000 $ tournaments      |
| 15 000 $ tournaments      | 10 000 $ tournaments      |

### Dvouhra: 6 (1–5)
| Stav       | č. | datum             | turnaj                 | povrch    | soupeřka ve finále        | výsledek |
| ---------- | -- | ----------------- | ---------------------- | --------- | ------------------------- | -------- |
| Finalistka | 1. | 27. května 2012   | Sumter, Spojené státy  | tvrdý     | Louisa Chiricová          | 4–6, 3–6 |
| Vítězka    | 1. | 3. listopadu 2013 | Toronto, Kanada        | tvrdý (h) | Tímea Babosová            | 7–5skreč |
| Finalistka | 2. | duben 2014        | Dothan, Spojené státy  | antuka    | Grace Minová              | 3–6, 1–6 |
| Finalistka | 3. | Sep 2017          | Lubbock, Spojené státy | tvrdý     | Alisa Klejbanovová        | 0–6, 2–6 |
| Finalistka | 4. | říjen 2017        | Macon, Spojené státy   | tvrdý     | Anna Karolína Schmiedlová | 4–6, 1–6 |
| Finalistka | 5. | červen 2019       | Sumter, Spojené státy  | tvrdý     | Hailey Baptisteová        | 2–6, 5–7 |

### Čtyřhra: 4 (2–2)
| Stav       | č. | datum             | turnaj                 | povrch    | spoluhráčka        | soupeřky ve finále                       | výsledek              |
| ---------- | -- | ----------------- | ---------------------- | --------- | ------------------ | ---------------------------------------- | --------------------- |
| Finalistka | 1. | 24. října 2011    | Bayamon, Portoriko     | tvrdý     | Allie Kiicková     | Chanel Simmondsová Ajla Tomljanovićová   | 3–6, 1–6              |
| Finalistka | 2. | 26. října 2013    | Saguenay, Kanada       | tvrdý (h) | Françoise Abandová | Marta Domachowská Andrea Hlaváčková      | 5–7, 3–6              |
| Vítězka    | 1. | 1. listopadu 2013 | Toronto, Kanada        | tvrdý (h) | Françoise Abandová | Melanie Oudinová Jessica Pegulaová       | 7–6(7–5), 2–6, [11–9] |
| Vítězka    | 2  | 22. září 2017     | Lubbock, Spojené státy | tvrdý     | Alisa Klejbanovová | Karman Kaur Thandiová Ana Veselinovićová | 2–6, 6–4, [10–8]      |